# Giuseppe Costantini
Giuseppe Costantini, detto Sciabolone (Villa di Santa Maria a Corte, 15 febbraio 1758 – Capua, marzo 1808), è stato un brigante italiano.
A capo degli insorgenti ascolani operò con azioni di brigantaggio e guerriglia contro le truppe francesi di Napoleone I presenti nel territorio piceno.

## Biografia
Nacque nella piccola frazione di Santa Maria a Corte dell'allora comune di Lisciano, in provincia di Ascoli Piceno, e visse tra il XVIII e il XIX secolo.
Di umili natali fu figlio di Anna Antonia e Costantino Costantini. Il padre era proprietario di diciassette terreni, che coltivava con l'aiuto della famiglia, e della casa nella frazione di Villa Santa Maria a Corte. Giuseppe Costantini sposò, nel 1799, Cecilia Pompa e si trasferì a vivere nella vicina contrada di Colle, paese della moglie. Dal suo matrimonio nacquero tre figli: Giacomo, (9 novembre 1780), Venanzio, (11 maggio 1782), e Matteo, (22 settembre 1786). Mantenne la sua famiglia coltivando un piccolo pezzo di terra di sua proprietà e lavorando nel suo laboratorio di fabbro-ferraio ed armaiolo dove fabbricava e riparava fucili. Dei primi anni della sua vita non si hanno notizie di particolari avvenimenti, balzò agli onori delle cronache della storia ascolana come brigante per aver comandato i ribelli e gli insorgenti montanari che contrastarono i soldati napoleonici in difesa dell'unità nazionale.
Gli autori locali lo ricordano come un uomo di «giusta statura», semianalfabeta, dai capelli scuri portati lunghi fino alle spalle, sul volto rasato aveva un paio di grossi baffi ed occhi chiari che gli conferivano un certo fascino esprimendo al contempo forza e sicurezza. Luigi Pastori lo descrive dal temperamento taciturno, dal portamento altero, dal piglio risoluto e coraggioso fino alla temerarietà. Si distingueva per il suo spiccato senso strategico e per l'innato talento meccanico che lo appassionava alle armi da fuoco. Era un abile cacciatore e infallibile nel tiro. Per dimostrare la sua abilità riusciva a centrare anche una moneta tirata in aria. Un aneddoto racconta che, durante una festa paesana a Colle, sollecitato da un gendarme ad imitare Guglielmo Tell, pose una mela sul capo del figlio Matteo e la colpì da lunga distanza.
Il soprannome di Sciabolone, scrive Timoteo Galanti, lo avrebbe ereditato dal padre e lo trasmise anche ai figli. Emidio Calcagni, invece, sostiene che gli fu attribuito perché brandiva una grossa sciabola che si era costruito da sé.
Le cronache locali non tramandano di come riuscì a riunire, con tanta rapidità, la nutrita banda di circa trecento montanari pronti a combattere contro l'instaurato governo francese. Formò un primo nucleo di combattenti con l'aiuto dei suoi tre figli, degli amici più stretti e dei parenti, cui se ne aggiunsero altri: insieme dettero vita alla sua «Truppa in Massa». È da considerare che tra gli ascolani era largamente diffuso il desiderio di contrastare i napoleonici, i quali stavano depredando il territorio ed imponendo nuove tasse dopo il 1797, anno in cui avevano occupato le legazioni dello Stato Pontificio e della Marca. Non sono neppure noti i motivi che portarono Sciabolone a capeggiare i rivoltosi: si sa che al suo fianco militava anche don Donato De Donatis, un prete-brigante, parroco teramano, nativo del piccolo paese di Rocca Santa Maria. Il religioso dovette ricoprire inizialmente il ruolo di assistente spirituale della truppa di massa, ma in seguito divenne lui stesso uno dei capi, preso dall'impeto di combattere contro i giacobini.
Nell'anno 1799, Costantini, sconfiggendo i francesi, riuscì a conquistare la città di Ascoli e a mantenervi per un brevissimo periodo di tempo un suo presidio. Combatté i francesi con la sua truppa nelle zone montane del comprensorio ascolano, che ben conosceva per avervi praticato la caccia.
In seguito divenne colonnello dell'esercito napoletano e partecipò nel 1806, agli ordini del generale irlandese Matteo Wade, alla difesa della fortezza di Civitella del Tronto, assediata da Giuseppe Bonaparte. Ferdinando IV di Napoli, coalizzatosi contro i francesi, aveva riorganizzato le truppe di massa e pose Sciabolone al comando di un reparto. Nel maggio dello stesso anno la fortezza cadde, ma Costantini sfuggì alla cattura.
Dopo il suo intervento a Civitella, Sciabolone tornò alla macchia cercando protezione e rifugio tra i monti della Laga. In questo periodo le sue imprese divennero sempre più confuse e non lasciavano comprendere da che parte stesse veramente. Balena ipotizza che, probabilmente, viste le condizioni politiche del tempo, un uomo della sua tempra, abituato al comando e al combattimento, non voleva tornare a coltivare la terra nel suo piccolo paese vicino a Lisciano e decise di cambiare bandiera. Nel marzo del 1808, dopo aver catturato a Monte Pagano (l'attuale Roseto degli Abruzzi) dei gendarmi repubblicani, aveva segretamente trattato la sua resa al nuovo governo francese, a patto che gli fossero garantiti la salvezza della vita ed un vitalizio. Passò, così, chiarire|all'esercito napoleonico che lo accolse con gli onori delle armi, affidò a lui e ai suoi figli una compagnia e gli conferì il grado di capitano. Nell'aprile del 1807 fu mandato a Capua con i suoi uomini ed inquadrato nei reparti regolari dell'esercito. Qui morì nel marzo del 1808 e i militari francesi lo onorarono con esequie idonee al suo rango.
Nel paese di Villa Santa Maria a Corte, un comitato locale, il 3 maggio 1981, ha collocato una lapide commemorativa sulla facciata della sua abitazione e il paese di Mozzano gli ha intitolato una strada: Via di Sciabolone.

## La banda di Sciabolone
La banda dei guerriglieri della truppa di massa di Giuseppe Costantini divenne, in breve tempo, la più nota e temuta della montagna. L'orda era composta di uomini che non erano dei veri e propri soldati. Lo storico ascolano Balena li descrive come «spaventosi e pittoreschi» allo stesso tempo. Si distinguevano per il loro abbigliamento malconcio costituito da vestiario lacerato dall'uso, per avere al posto delle scarpe pelli di capra legate, per indossare strani copricapo e portare fucili, tromboni, falci e quasi tutti i tipi di coltellacci.
Dai loro avversari francesi erano definiti briganti, ma erano insorgenti che si sollevavano e combattevano per la difesa dell'indipendenza. Perseguirono lo scopo di abbattere il regime francese e di liberare il loro territorio dallo straniero che lo occupava. Sviluppavano la loro guerriglia con imboscate e attacchi di sorpresa che spesso avvenivano tra le zone montane, impervie e boscose, più favorevoli per nascondersi.

## Lo scontro di Ponte d'Arli
Il primo scontro tra i briganti papalini di Sciabolone e i soldati francesi avvenne nei pressi della località di Ponte d'Arli, nell'acqauasantano, il 5 o il 6 gennaio 1799. Le cronache locali lo descrivono avvenuto in una giornata tipicamente invernale in cui vi fu una copiosa nevicata. Costantini e i suoi uomini, nascosti tra le rupi che sovrastano il paese, ordirono l'imboscata ai danni del generale Sebastiano Planta. Questi, con il suo reparto composto di circa cento soldati, si dirigeva, attraverso le montagne dell'alta valle del Tronto, da Ascoli Piceno alla volta del paese di Talvacchia con l'intento di saccheggiare il borgo e incendiarlo poiché nel villaggio avevano trovato ricovero alcuni insorgenti.
I francesi furono avvistati dalla pattuglia di guardia della banda appostata sul piccolo altipiano di Campodanù, che fronteggia il vecchio ponte sulla via Salaria. Attaccati dai rivoltosi dopo aver tentato una timorosa difesa si precipitarono a fuggire. Lo scontro terminò a favore degli insorgenti che contarono una sola perdita contro i tanti morti e feriti della colonna francese.

## Sciabolone ad Ascoli
Dopo la prima vittoria di Ponte d'Arli sui francesi, Sciabolone, unitosi agli abruzzesi di Donato de Donatis e agli uomini comandati da Giovan Battista Ciucci della Rocca di Montecalvo, scese ad Ascoli Piceno sapendo che in città era rimasta la presenza di un modesto presidio di soldati francesi. Costantini vi entrò da Porta Vescovo, varco che aprì a colpi di ascia. Era il 23 gennaio 1799 quando conquistò la città senza colpo ferire e acclamato dagli abitanti. Il luogotenente francese della piazza di Ascoli, visti gli insorgenti, non si avventurò nella difesa e si ritirò a porta Maggiore proseguendo poi verso di Porto d'Ascoli, trascinandosi dietro due cannoni. Le truppe papaline dei briganti lo raggiunsero sul ponte di San Filippo e Giacomo e, sebbene il comandante napoleonico tentò di contrastarli sparando colpi di arteglieria, rinunciò a combatterli subendo la perdita di quattordici gendarmi.
Sciabolone, intanto, era rimasto a presidiare la città. I guerriglieri insorgenti catturarono alcuni giacobini segnalati dagli ascolani, saccheggiarono le abitazioni dei repubblicani ed uccisero con un colpo di archibugio il conte Orazio Saladini, affacciato ad una finestra del suo palazzo. In seguito il biografo della nobile famiglia, Corrado Saladini, spiegò che gli insorgenti spararono al conte Orazio non avendolo riconosciuto ed avendolo scambiato per il figlio Antonio, uomo di fede giacobina. Liberarono molti detenuti che arricchirono le file delle truppe in massa ed incendiarono atti e documenti di processi custoditi nell'ufficio Criminale della Censura, nonché l'albero della libertà piantato a piazza del Popolo. La Municipalità cittadina fu costretta ad elargire un forte somma di danaro per il mantenimento delle truppe dei briganti.
Lo storico Balena ricorda che le truppe dei ribelli si recarono anche nel duomo di Sant'Emidio gridando “viva Maria” e, una volta all'interno della chiesa, costrinsero laici e religiosi ad intonare i canti delle litanie che, forse, nelle loro intenzioni avrebbero dovuto essere una sorta di Te Deum.
Intanto i generali francesi Jean D'Argoubert e Planta stavano conducendo la spedizione delle loro truppe dirette a Napoli. Ad Ascoli, nel Quartier Generale delle Truppe Patriottiche Montagnole, arrivò la notizia del loro avvicinamento. Il 29 gennaio del 1799, firmandosi capitani, Giovan Battista Ciucci, Giuseppe Sciabolone, Marco Miozzi e Serafino Antonini invitarono il popolo piceno a sollevarsi contro i giacobini. I primi scontri con l'esercito francese avvennero nei pressi del paese di Castel di Lama e i briganti si dettero ad una precipitosa fuga per scampare al pericolo. Alcuni fuggiaschi riuscirono ad avvisare gli ascolani dell'accaduto ed in città suonarono tutte le campane delle chiese per annunciare l'allarme dell'imminente attacco francese. Le truppe francesi riuscirono a penetrare nel centro urbano ascolano ed uccisero uomini di chiesa e civili innocenti, proseguendo lo scempio con i loro soliti saccheggi. Sciabolone non agganciò battaglia e combatté casa per casa fino a quando raggiunse i luoghi più sicuri per rifugiarsi fra le montagne del circondario. Il brigante contò la scomparsa uno solo dei suoi uomini contro le numerose perdite dei francesi, ma non riuscì ad impedire ai napoleonici la riconquista di Ascoli. Per la terza volta i francesi, il 2 febbraio 1799, rialzarono l'albero della libertà in piazza Arringo, ma erano rimasti quasi completamente privi di munizioni avendone subito il furto da parte dei banditi. Sciabolone, che non aveva perso tempo, aveva strategicamente accerchiato la città con le sue truppe in massa fortificandosi a Mozzano. Il 3 gennaio Sebastiano Planta si portò con i suoi uomini verso il paese per combattere gli insorgenti, ma fu attaccato dai briganti e riparò con la fuga. Il generale D'Argoubet consapevole di non poter riuscire a battere le truppe di Sciabolone, inattaccabili tra le rupi, e viste le condizioni delle sue milizie evitò di combattere i montanari e chiese loro di negoziare la pace.

### La pace di Mozzano
Dopo le trattative condotte dai capi-briganti e il generale Jean D'Argoubert, anche tramite alcuni uomini di chiesa invitati come negoziatori, si arrivò all'accordo. Questo prevedeva che i montanari avrebbero rispettato l'autorità dei governatori francesi, mentre D'Argoubet, concedendo il perdono e l'amnistia ai ribelli, s'impegnava a garantire la libertà di culto e a non compiere requisizioni e rappresaglie. Il trattato di pace fu sottoscritto a Mozzano il 5 febbraio 1799, firmato dallo stesso generale francese, da Giovan Battista Ciucci, capitano degli insorti, da altri ventuno capitani delle truppe dei montanari ed, infine, avallato da Sciabolone.
Tuttavia, i buoni propositi contenuti negli accordi conclusi con la pace di Mozzano non durarono a lungo.

#### La violazione del trattato di pace
Il generale francese Sebastiano Planta, preoccupato dal timore di un attacco dei briganti, all'inizio del mese di marzo del 1799, iniziò a potenziare le difese della fortezza Pia. Sistemò all'interno della roccaforte sette cannoni, quindici carri di munizioni e viveri che avrebbero garantito la sopravvivenza dei soldati per due mesi. Aumentò l'attività di perlustrazione sulle montagne del circondario ascolano per scovare gli uomini delle truppe in massa di cui aveva notato movimenti sospetti. I briganti, infatti, si ritrovavano con Sciabolone e i capimassa abruzzesi, durante le notti, nei pressi di Lisciano per valutare l'opportunità della ripresa della guerriglia. Il 28 aprile i francesi, mediante azioni fondate sulla sorpresa, distrussero la casa di Sciabolone a Santa Maria a Corte e saccheggiarono ed incendiarono quasi tutte le abitazioni dell'allora comune di Lisciano, venendo meno ai patti di Mozzano.
I briganti colsero la prima occasione per violare lo stesso trattato il 1º maggio quando il comandante francese Cleviot lasciò Ascoli alla Guardia civica per dirigersi ad Ancona. Una banda mosse da Valle Castellana per entrare in città da porta Cartara, cercando di attuare il disegno strategico che mirava alla riconquista del presidio ascolano. Gli insorgenti furono più volte respinti dalla difesa della Guardia cittadina e furono costretti a restare fuori della cinta muraria. Il 6 maggio un drappello di montagnoli, con la scusa di avere necessità del rifornimento di generi alimentari, riuscì a scatenare una sommossa. Gli insorgenti abbatterono a piazza Arringo l'albero della libertà e presero a fischi e sassate il pretore Ambrosi ed altri notabili ascolani, poi continuarono a piazza del Popolo dove l'intervento di due battaglioni della Guardia ascolana riuscì a disperderli e a sedare la rivolta.
Intanto Sciabolone con la sua truppa, che contava nuovi arruolati, si era diretto verso Civitella occupando, lungo il cammino, Ancarano e Maltignano. Il prete guerrigliero don Donato De Donatis, dopo aver vinto la guarnigione francese a Campli, si era accampato con Costantini nella zona della Val Vibrata. Nelle vicinanze di Villa Passo entrambe le bande attaccarono la colonna francese condotta dal generale Duhesme che da Ancona portava rifornimenti agli assediati francesi di Pescara. I briganti ebbero la meglio, nonostante l'intervento del generale La Hoz che accorse a dare man forte ai suoi connazionali, e costrinsero i francesi ad indietreggiare fino a ripassare le sponde del Tronto e a ripiegare verso Ancona.
Pochi giorni dopo, il 23 maggio, nella ricorrenza religiosa del Corpus Domini, Sciabolone e De Donatis, senza che alcuno li contrastasse, entrarono ad Ascoli con un seguito di circa 400 uomini. Occuparono la città in nome di Ferdinando IV, re di Napoli, disarmarono la Guardia civica e proclamarono Luigi Ferri Governatore di Ascoli, mentre a Pietro Lenti e Giovanni Talucci conferirono il titolo di Anziani. De Donatis passò anche in rassegna la sua truppa, adunata nel piazzale di porta Maggiore, al fine di rimproverare e punire con quaranta legnate gli uomini che avevano commesso grassazioni in città. Il 27 maggio il prete-brigante, varcando porta Romana, condusse prigionieri il generale La Hoz e altri sei francesi che si erano arresi.

### La battaglia di Porta Maggiore
Il generale Le Monnier, continuando a combattere contro gli insorgenti, dopo la spedizione di Ripatransone del 31 maggio 1799, e dopo aver vinto i ribelli papalini anche a San Benedetto ed Acquaviva si era portato verso Ascoli, dove erano riunite in massa le truppe degli insorgenti. Qui si trovava Costantini, con circa 300 uomini, e nonostante il parere contrario delle autorità locali, approntò la sua difesa della città. Gli ascolani, impauriti per l'ennesimo confronto di battaglia tra papalini e francesi, timorosi di dover subire nuove ritorsioni e rivalse da parte dei combattenti, soprattutto di quelli francesi, abbandonarono Ascoli. Alcuni di loro trovarono ospitalità tra i vicini borghi del Regno di Napoli, altri si rifugiarono tra le rupi che fronteggiano il Castellano o tra le grotte di colle San Marco.
Sciabolone, dopo aver fatto murare porta Tufilla e tentato di demolire il ponte Romano di porta Solestà, rinforzò il varco cittadino di porta Maggiore con una lastra di ferro. Impartì l'ordine di scavare trincee, consolidare le scarpate e di sistemare due cannoni a sbarramento della strada di ponte Maggiore. Attuate le sue disposizioni radunò tutta la truppa e attese i francesi. Nel pomeriggio del 4 giugno 1799, i francesi esplosero la prima cannonata diretta alle mura ascolane verso le ore 18 e questo fu il segnale dell'inizio dello scontro. Giuseppe Costantini combatté in prima fila e continuò a incitare e incoraggiare la sua schiera durante tutta la durata della battaglia.
Luigi Pastori nel riportare, con dovizia di particolari, la cronaca del combattimento scrive che un ufficiale francese, superati i due cannoni, avanzava sul ponte e incitava i suoi soldati gridando: «Ferro, fuoco, avanti!».  Sciabolone, vedendoselo arrivare, lo prese di mira e disse in dialetto: «Quistë è lu miè e me lu faccë» (Questo è il mio e me lo faccio), poi sparò e l'ufficiale, colpito, cadde a terra. Sebbene il brigante ascolano avesse inflitto molte perdite ai suoi rivali, non riuscì tuttavia a impedire l'invasione dei francesi all'interno della città. La milizia francese, mentre continuava a combattere a porta Maggiore, inviò un suo drappello a porta Tufilla per cercare una via d'accesso. L'ingresso murato bloccò i francesi, ma questi si accorsero che scavalcando il muro del convento delle Monache Benedettine di Santa Maria delle Vergini, l'attuale caserma Umberto I, si sarebbero introdotti agevolmente tra le vie interne. Dopo aver oltrepassato mura e convento si trovarono a Corso di Sotto sorprendendo alle spalle Sciabolone e la sua truppa. Il brigante si rese conto che non avrebbe potuto resistere e vincere l'accerchiamento, quindi, decise di mettersi in salvo dirigendosi verso porta Cartara, percorrendo via delle Chiaviche raggiunse colle San Marco. Andato via Sciabolone, i francesi entrarono ad Ascoli e il generale Le Monnier, deluso di trovarla abbandonata, senza che alcun cittadino avesse appoggiato i francesi nella lotta contro i ribelli, e di non aver ricevuto adeguata accoglienza per il suo rango e per il suo esercito, la trattò da ribelle depredandola. Le milizie d'oltralpe appiccarono il fuoco alle fortezze, bruciarono il palazzo Ferri, saccheggiarono tutte le chiese e i monasteri, tranne quelli di Sant'Emidio e di Santa Maria delle Vergini.
Un altro aneddoto legato a questo scontro riguarda la sorte del colonnello francese Fluochè, gravemente ferito da un colpo di archibugio sparato da Sciabolone sul ponte di porta Maggiore. L'ufficiale, raccolto quasi morente, fu condotto presso il convento dei Carmelitani per essere visitato da un medico dell'esercito francese. La diagnosi non lasciò dubbi, la grave ferita gli avrebbe causato sicuramente la morte. Saputo ciò, Fluochè preferì avvelenarsi perché disdegnò di essere ricordato come una vittima dei briganti.

## Lo scontro di Acquaviva
I Giacobini del Cantone del Tronto non avendo più a supporto le truppe Francesi, decisero di difendersi dalle truppe degli insorgenti che avanzavano dal sud. A tal fine, si asserragliarono nella rocca di Acquaviva decisi ad ogni evento. Difendeva la rocca nominalmente il conte Pacifico Boccabianca, comandante del battaglione, ma in realtà, anima e artefice della resistenza, era suo fratello don Vincenzo. Con lui v'erano altri tre sacerdoti, don Zenobio Parcelli detto "prevostino", don Vincenzo Piattelli, curato; padre Giuseppe Fuselli. In tutto, i difensori erano una cinquantina. La sera del 5 luglio 1799 si hanno le prime avvisaglie che gli insorgenti si avvicinano minacciosi; il 6 luglio entra in scena Sciabolone con i suoi soldati che, secondo taluni, erano sulle 400 unità. Oltre a Sciabolone sembra sia stato presente De Donatis; Cellini giunse ad assedio finito. l'assalto durò molte ore. Cominciò alle 22, secondo il computo di allora, un'ora prima dell'Ave Maria e venne attuato con grande violenza. Gli insorgenti che disponevano di due pezzi di artiglieria, cercavano di trainarli verso Porta Vecchia per abbatterla a cannonate; ma appena li mettevano in posizione di sparo, gli artiglieri venivano fulminati da colpi precisi di fucileria. Il combattimento e l'assedio sarebbero durati ancora molto tempo se non fossero penetrati clandestinamente da una finestra alcuni insorgenti che tentarono di aprire la porta. I difensori, gridando, richiamarono l'attenzione degli altri. Antonio Vulpiani a quelle grida corse a vedere, ma fu colpito alla coscia e cadde. Trasportato d'urgenza in una casa vicina, gli furono apprestate le prime cure. Nel frattempo la porta era stata aperta. Don Vincenzo che era sulla rocca, anziché chiudersi dentro, inviò un messo a Sciabolone che entrava alla testa dei suoi insorgenti. Don Vincenzo prometteva la resa, a patto che non si fosse proceduto al saccheggio del paese e che i difensori venissero molestati. Sciabolone accettò le proposte. Ma appena sulla rocca vide sventolare la bandiera bianca, si diede a uccidere i difensori, a saccheggiare le case. Fu scena d'inferno! Un venditore di olio di Colonnella, penetrò nella casa dove era ricoverato Antonio Vulpiani e lo uccise a colpi di scure. Sciabolone, che voleva saccheggiare personalmente quella casa (una delle più cospicue e ricche di Acquaviva) stava scendendo dalla rocca con don Vincenzo, Pacifico Boccabianca e Filippo Vulpiani, prigionieri. Infuriato per essere stato preceduto nella rapina dal venditore di olio, si imbatté nella zia di Antonio Vulpiani, ucciso da poco. "Chi viva?" le chiese. E la vecchietta imperterrita "Viva la Repubblica". Fu freddata sul colpo! Il saccheggio di Acquaviva durò tre giorni. Era stato devastato non solo il centro, ma tutto il territorio circostante, le campagne e le case sparse. Edifici pubblici bruciati, l'archivio comunale incendiato e distrutto; cannonate sulla Porta del Sole e sul muro adiacente alla chiesa; ancora oggi è visibile il buco fatto da un colpo di artiglieria. Lo spettro della fame e incipienti epidemie incombevano ormai su Acquaviva. Reduce dall'impresa di Acquaviva, con otto prigionieri (tra cui Filippo Vulpiani e i due fratelli Boccabianca), con tre carri carichi del suo bottino e con 40 dei suoi, il 9 luglio Sciabolone dalla contrada delle Caldare, vicino ad Ascoli, dove aveva posto il suo quartiere in casa del conte Pietro Saladini, aveva scritto o meglio dettato al suo segretario, la seguente lettera pel governatore Pietro Lenti, che merita di essere riportata testualmente:
C.A.
Mi fate la finezza di farmi trovare in ordine per la Truppa cinquanta razioni, cioè pane, vino e companatico;
ed ancora quattro gabbie di ferro farete mettere a Ponte Maggiore per metterci le teste dei giacobini;
farete trovare ancora l'erba per i bestiami, e tutto questo lo farete portare a S. Salvatore;
e per più non tediarla passo a soscrivermi
D. V. S. Ill. ma
Giuseppe Costantini
Alias Sciabolone Comandante
All'ordine spedito da Campo Lungo, sparsasi per Ascoli la voce delle quattro gabbie richieste, la popolazione fu presa da raccapriccio, e, per mezzo di preti, di frati, di cittadini volarono le preghiere ai piedi di S. E. il Generale Sciabolone, perché fosse risparmiato l'orrido spettacolo alla città, la quale non aveva nulla a che fare con le gesta dei giacobini di Acquaviva. Fu accordata la grazia, ma furibondo Sciabolone giurò di volere i loro corpi rovesciati sul suolo e le anime loro precipitare all'inferno, giacché con empietà di bestemmie ricusavano la confessione, schernivano il pentimento e non paventavano la morte.